# Floriano (Brasile)
Floriano è un comune del Brasile nello Stato del Piauí, parte della mesoregione del Sudoeste Piauiense e della microregione di Floriano.
È sede vescovile cattolica.